# 潟上市サッカーグラウンド
潟上市サッカーグラウンド（かたがみし―）は、秋田県潟上市にあるサッカーグラウンドで、Jリーグ・ブラウブリッツ秋田が優先使用できる練習施設である。2024年に潟上市の航空機部品製造会社山本精機がネーミングライツを取得し、YSKスカイフィールド潟上という愛称になった。

## 概要
潟上市内のむつみ造園土木が経営するグリーンサムの杜内の無償貸与された土地に完成した練習場。県都から車で25分のアクセス、森林に囲まれ雑音がなくプレーに集中できる環境、スポーツターフの育成に適した砂質かつ地下水も利用できるといった観点で他の20箇所近い候補地を退けて選定された。ブラウブリッツの練習拠点としてだけでなく、潟上市民向けの健康促進事業の展開や大会誘致などにも利用する予定である。自前のクラブハウスの建設は2023年度中に開始され、将来的な拡張性も申し分ないとしている。観客席は160用意される予定である。2023年6月17日には、オープニングセレモニーと仙台大学との練習試合が行われた。この時点での名称は、「秋田グリーンサムの杜内 ブラウブリッツ秋田フィールド」となっている。

## 天然芝タホマ31
天然芝は、夏芝ではあるが耐寒性に優れ越冬でき、厳しい寒さからの立ち上がりが速いタホマ31という高級品種を東北で初めて使用。同種はシカゴのソルジャー・フィールドやFC町田ゼルビアの練習場三輪緑山グラウンドなどでも敷かれている。この芝は、オクラホマ州立大学の吴彦奇(Yanqi Wu)博士と研究チームが10年以上の歳月をかけて開発したもので、ヒマラヤと南アフリカの種を掛け合わせている。著しい耐寒性を示したため、原住民語で「凍った水」を意味するタホマ31と名付けられた。

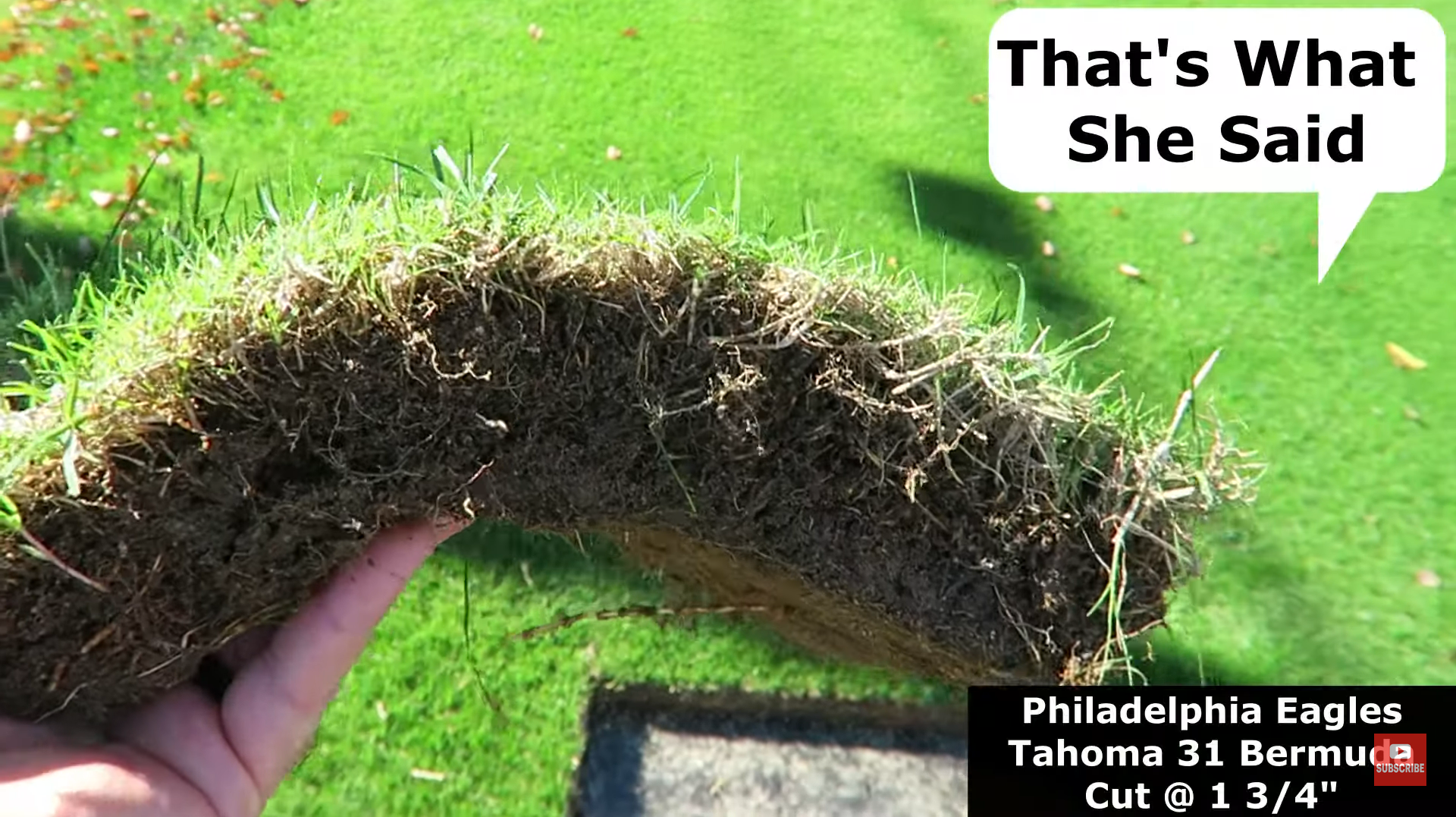
フィラデルフィアのリンカーン・フィナンシャル・フィールド用に育成されているタホマ31

## 地方創生応援税制による資金調達
地方創生応援税制、別名「企業版ふるさと納税」を活用して必要な資金を調達している。企業の利益に課せられる本来払うべく法人関係税から最大で寄付額の9割が控除される仕組みとなっている。言い換えると、実質1割の負担で、応援したい地方創生計画に対して寄付ができるということになる。2022年12月現在、この仕組みを利用して潟上市に納税した主な企業は、アイリスオーヤマ秋田営業所 、株式会社角繁、北日本コンピューターサービス、エイデイケイ富士システムなどとなっている。人口3万の弱小自治体ながら4人のJリーガーを輩出している潟上市としては、この練習場と秋田県フットボールセンターの2箇所を主体にサッカーで地域を盛り上げたい意向である。

潟上市長 鈴木雄大